# Binding Waldpreis
Der Binding Waldpreis (franz. Prix Binding pour la forêt, ital. Premio Binding per il bosco) der Sophie und Karl Binding Stiftung wurde 1987 ins Leben gerufen und wurde jährlich an einen Schweizer Waldeigentümer vergeben, der sich für die nachhaltige Pflege und Erhaltung seines Waldes einsetzt. Ab 2001 wurde der Preis thematisch vergeben. Die Preissumme betrug Fr. 200'000.- (Fr. 50'000.- frei verfügbares Preisgeld, Fr. 150'000.- für projektbezogene Aktivitäten). Damit war der Binding Waldpreis der höchstdotierte Schweizer Umweltpreis. Im Jahr 2016 wurde der Preis zum letzten Mal vergeben.

## Zielsetzung
Die Leitidee des Binding Waldpreises war eine nachhaltige Bewirtschaftung des Waldes. Er diente der Auszeichnung von Waldbesitzern, Forstbetrieben und Organisationen, die den Wald beispielhaft nach den Grundsätzen der Nachhaltigkeit nutzen und dabei die ökologischen Potenziale und das soziale Umfeld umfassend berücksichtigen und Strategien für den wirtschaftlichen Erfolg langfristig umsetzen. Mit dem Preis sollten Waldeigentümer und Forstpersonal angespornt werden, Impulse für eine zukunftsfähige Waldbewirtschaftung zu geben.
Neben der Sophie und Karl Binding Stiftung mit Sitz in Basel, die den Binding Waldpreis ausrichtet, hat das Ehepaar Sophie und Karl Binding die in Schaan in Liechtenstein ansässige Binding Stiftung gegründet, die seit 1986 den Binding-Preis für Natur- und Umweltschutz verleiht.

## Entstehung
Dem Willen des Stifterpaares entsprechend, fördert die Sophie und Karl Binding Stiftung seit ihrer Gründung im Jahr 1963 auch Umwelt- und Naturschutzprojekte. Mitte der 1980er Jahre begann der Stiftungsrat unter der Leitung des Präsidenten, Hans Meier, die Vergabungen der Stiftung auf bestimmte Förderzwecke zu konzentrieren. Gemeinsam mit dem Forstwissenschaftsprofessor Hansjürg Steinlin entstand der Binding Preis für vorbildliche Waldpflege, später kurz Binding Waldpreis genannt. Steinlin war von 1987 bis 1999 Präsident des Kuratoriums und hat das Profil des Preises geprägt. Zwischen 2000 und 2011 wurde das Kuratorium von Peter Bachmann, Ordinarius für Forstwissenschaften der ETH Zürich präsidiert. Unter seiner Leitung wurde der Preis weiterentwickelt, so wurde der Preis ab 2001 jeweils unter einem Jahresthema vergeben.

## Preisträger
Der Preis wurde ausschließlich an Zusammenschlüsse von Privatwaldeigentümern sowie Körperschaften des privaten oder des öffentlichen Rechts verliehen. Eine direkte Bewerbung von Waldeigentümern war nicht möglich. Wichtige Themenbereiche waren die Stabilisierung der Schweizer Schutzwälder, die Förderung der Biodiversität, die nachhaltige Nutzung des Holzes, die Umweltbildung und die Gestaltung eines naturnahen Erholungsraumes.

## Auswahlverfahren
Zur Bestimmung der Preisträger wurden jährlich Institutionen aus dem Umfeld der Schweizer Forstwirtschaft aufgefordert, zu einem Schwerpunktthema Preisträger vorzuschlagen. Das Kuratorium für den Binding Waldpreis prüfte die Vorschläge und wählt den Preisträger aus, den es mit einer Begründung dem Stiftungsrat der Sophie und Karl Binding Stiftung zur Wahl vorschlägt. Das Kuratorium für den Binding Waldpreis setzte sich aus Fachleuten des Schweizer Forstwesens zusammen. Zuletzt waren dies Georg Schoop (Präsident), Barbara Allgaier, Anna Barbara Remund, Pascal Junod und Raphael Schwitter.

## Preisträger (in Klammern Angabe des Kantons)
- 1987: Azienda Forestale Regionale Malcantone (TI)
- 1988: Bürgergemeinde Giswil (OW)
- 1989: Communes forestières de la région Val de Travers (NE)
- 1990: Gemeinde Romoos (LU)
- 1991: Gemeinde Ardez (GR)
- 1992: Waldkorporation Romanshorn-Uttwil (TG)
- 1993: Stadt Lausanne (VD)
- 1994: Verband Konolfingischer Waldbesitzer (BE)
- 1995: Bürgergemeinden Rothenfluh und Anwil (BL)
- 1996: Gemeinde Gams (SG)
- 1997: Gemeinde Fully (VS)
- 1998: Gemeinde Plasselb (FR)
- 1999: Gemeinde Rheinau (ZH)
- 2000: Patriziato generale di Olivone, Campo e Largario (TI)
- 2001: Gemeinde Schwanden (GL): Jahresthema: „Zukunftsweisender Umgang mit Störungen und Krisensituationen“
- 2002: Forstbetriebsgemeinschaft Bucheggberg (SO): Jahresthema: „Beispielhaftes ökonomisches Denken und Handeln im Forstbetrieb“
- 2003: Bourgeoisie de Cormoret (BE): Jahresthema: „Waldpflege als Beitrag zur nachhaltigen Landschaftsgestaltung“
- 2004: Gemeinde Trin (GR): Jahresthema: „Umweltbildung im Wald“
- 2005: Ortsbürgergemeinde Baden (AG): Jahresthema: „Lebensraum Stadtwald“
- 2006: Ortsgemeinde Amden (SG): Jahresthema: „Veränderungen als Chance für den Wald“
- 2007: Burgergemeinde Sumiswald (BE): Jahresthema: „Erfolg im naturnahen Wirtschaftswald“
- 2008: Forêts publiques de la Montagne de Boudry-Béroche (NE): Jahresthema: „Artenvielfalt im forstlichen Alltag“
- 2009: Gemeinde Poschiavo (GR): Jahresthema: „Diversifizierung als Zukunftsmodell“
- 2010: Stadt Bülach (ZH): Jahresthema: „Forstbetrieb und Grünraummanagement“
- 2011: Kloster Einsiedeln (SZ): Jahresthema: „Waldeigentum als Verpflichtung“
- 2012: Forstbetriebsgemeinschaft Am Blauen (SO/BL): Jahresthema: „Holznutzung aus ökologischer, ökonomischer und gesellschaftlicher Verantwortung“
- 2013: Forst Goms (VS): Jahresthema: „Schutzwald: Prävention vor Naturgefahren“
- 2014: Waldpflegegenossenschaft Schwändeliflue Flühli (LU): Jahresthema: „Potential Privatwald“[3]
- 2015: Gemeinde Baulmes (VD): Jahresthema: "Uraltbäume – Zeichen der Nachhaltigkeit"[4]
- 2016: Bürgergemeinde Basadingen-Schlattingen (TG): Jahresthema: "Weniger ist mehr – Suffizienz als Schlüssel zum Erfolg"